# (298877) Michaelreynolds
(298877) Michaelreynolds est un astéroïde de la ceinture principale.

## Description
(298877) Michaelreynolds est un astéroïde de la ceinture principale. Il fut découvert le 23 septembre 2004 à Vail-Jarnac par l'Observatoire Jarnac. Il présente une orbite caractérisée par un demi-grand axe de 2,29 UA, une excentricité de 0,24 et une inclinaison de 1,9° par rapport à l'écliptique.

## Compléments